# Zöld szilváni
A zöld szilváni, vagy egyszerűen csak szilváni fehér borok készítésére alkalmas szőlőfajta. A szőlőfélék (Vitaceae) családján belül a  bortermő szőlőkhöz (Vitis vinifera) tartozó, jellegzetesen osztrák-német fajta. DNS-elemzések során megállapították, hogy a zöld szilváni a tramini és az Österreichisch Weiß nevű szőlőfajták természetes kereszteződése. Az ausztriai Zárányban talált és i. e. 700 körülre datált ősi temetkezési helyen szőlőmagvakat találtak, melyek egyikéről DNS-vizsgálatok során kiderült, hogy a zöld szilváni fajtába tartozik. Nevéből következtetve sokáig azt hitték, hogy Erdélyből származik, de oda csak a XIX. században jutott el. Neve egyszerűen azt jelenti, hogy erdei, ami annyit tesz, hogy genetikailag nagyon közel áll a vadszőlőhöz. Az egyik legrégebbi autokton ausztriai szőlőfajta, amely Ausztriából került Németországba, ahol korábban ennek nyomán Österreicher-ként is ismerték. Jelenleg is Németországban van legnagyobb termőterülete, de ott is csökkenőben.

## Jellemzői
Levelei kicsik, kerekdedek, a muskátlihoz hasonlítanak. Bogyói közepes nagyságúak, éretten is zöld színűek, fürtjei kicsik és hengeresek. Közepes vagy lassú növekedésű, nagyon fogékony a rothadásra és különféle gombásodásokra. Viszonylag korán, szeptemberben érik.

## Változatai
A fajtacsoporton belül megkülönböztethetünk zöld, piros és kék szilvánit. A piros és kék változatok kizárólag Németországban fordulnak elő, de összes termőterületük sem haladja meg a 25 ha-t. A piros szilvániból készült fehérbor enyhén pirosas színű, míg a kék szilváni felhasználásával héjon való erjesztés nélkül nyernek ugyancsak fehérbort.
A piros szilváni nagyon könnyen mutálódik, több mint 200 különböző variánsa létezik. A kék szilvánit a zöld és a piros szilváni keresztezésének tartják, a piros szilváni pedig valószínűleg a zöld szilváni mutánsa.

## Elterjedtsége
A XX. század közepéig Közép-Európa egyik legjelentősebb fajtája volt, de mára termőterülete visszaszorult. Németországban, Ausztriában és a Soproni borvidéken elsősorban igényessége és érzékenysége miatt leginkább a zöld veltelini szorította ki. Magyarországon nincs jelentősebb területen jelen, Ausztriában kevesebb, mint 40 ha-on termesztik. Komolyabb területen egyedül Németországban maradt meg, ahol 2019-es adatok szerint még 4664 ha-on termesztik, többnyire Bajorország és Rajna-vidék-Pfalz tartományokban. Az 1970-es évekig ez a fajta adta Németország termelésének 30%-át. Az említetteken kívül csekély területen előfordul még Franciaország Elzász területén, Kaliforniában, Romániában, Svájcban és Szlovákiában. Az 1970-es években kísérleteztek vele Ausztráliában is.
Magyarországon korábban elsősorban a Balaton-felvidéki, a Badacsonyi, a Balatonfüred–Csopaki és a Somlói borvidéken (korábbi nevén Nagy-Somlói borvidék) termesztették, de az ország szinte minden táján előfordult. Mára már nincs jelentős területe. A 2010-es években a Somlói borvidéken telepítették egy kisebb területen, de ez alig haladja meg a 0,1 ha-t.

## Továbbnemesített fajták
Ősi fajta lévén több új szőlőfajta nemesítéséhez felhasználták, leginkább német nyelvterületen. Ezek a teljesség igénye nélkül:
bacchus, bouquet blanc, cantaro, diana, freisamer, gloria, juwel, kanzler, mariensteiner, morio-muskat, multaner, optima, osteiner, sicher, regent, rieslaner.
Ezeken felül Magyarországon is ismert 3 további fajta:
- a piros veltelinivel keresztezve nemesítették a fehér neuburgi fajtát
- szintén a piros veltelinivel a korai piros veltelinit
- a chasselas-val pedig a nobling fajtát.

Korábban azt gondolták, hogy a Müller-Thurgau fajta is a zöld szilvániból lett nemesítve, ezt azonban DNS-vizsgálatok cáfolták. A piros szilváni és a a trollinger fajták keresztezésének eredménye a happenbach fajta.

## Társnevei
A zöld szilváni az alábbi neveken is ismeretes:
Arvine, Arvine Grande, Augustiner Weiss, Beregi Szilváni, Bötzinger, Clozier, Cynifadl Zeleny, Cynifal, Fliegentraube, Frankenriesling, Frankentraube, Fűszeres Szilváni, Gamay blanc, Gros Rhin, Gros-rhin, Gruen Silvaner, Gruenedel, Gruenfränkisch, Grün Silvaner, Häusler Schwarz, Johannisberger, Mishka, Momavaka, Monterey Riesling, Moravka, Movavka, Muschka, Mushza, Musza, Nemetskii Rizling, Österreicher, Östreicher, Pepltraube, Picardon blanc, Picardou blanc, Plant Du Rhin, Rhin, Rundblatt, Salfin, Salfine Bely, Salvaner, Salviner, Scharvaner, Scherwaner, Schönfeilner, Schwäbler, Schwübler, Sedmogradka, Sedmogradska Zelena, Selenzhiz, Selivan, Silvanske Zelene, Sonoma Riesling, Sylvan Zeleny, Sylvaner, Sylvaner verde, Fehér szilváni, Tschafahnler, Yesil Silvaner, Zelencic, Zeleny, Zierfandler, Zierifandel, Zinifal, Syilvaner, Siylvaner, Sylvaner vert, Grüner Sylvaner, Grünfränkisch, Franken Riesling és Grüner Silvaner.